# Étoile Filante Ouagadougou
L'Étoile Filante Ouagadougou és un club de futbol burkinès de la ciutat d'Ouagadougou. Disputa els seus partits a l'Stade du 4-Août. Els seus colors són el blau i el blanc.

## Palmarès
- Lliga burkinesa de futbol: [1]
  - 1962, 1965, 1985, 1986, 1988, 1990, 1991, 1992, 1993, 1994, 2001, 2008, 2014

- Copa burkinesa de futbol: [2]
  - 1963, 1964, 1965, 1970, 1972, 1975, 1976, 1985, 1988, 1990, 1992, 1993, 1996, 1999, 2000, 2001, 2003, 2006, 2008, 2011

- Copa Leaders burkinesa de futbol: [3]
  - 1991, 1999

- Supercopa burkinesa de futbol: [4]
  - 1993–94, 1995–96, 1998–99, 2002–03, 2005–06, 2010–11